# Actephila plicata
Actephila plicata är en emblikaväxtart som beskrevs av Paul Irwin Forster. Actephila plicata ingår i släktet Actephila och familjen emblikaväxter. Inga underarter finns listade i Catalogue of Life.